# Santo en el hotel de la muerte
Santo en el hotel de la muerte es una película mexicana de terror y acción de 1963, escrita y dirigida por Federico Curiel «Pichirilo», y protagonizada por El Santo, Ana Bertha Lepe, Fernando Casanova y Fernando Lavalle.

## Trama
Sigue de Santo vs el rey del crimen. Virginia va al hotel de una zona arqueológica donde han asesinado a varias mujeres. Luego llega Fernando y su ayudante Conrado. Desaparecen varias personas y son sospechosos un padre y sus tres hijas y el arqueólogo Correa, la turista Irene y otros, pero el criminal se delata al raptar a Virginia y a Fernando: es el arqueólogo que busca un tesoro fabuloso en unos túneles. Llega Santo y rescata a sus amigos y a las mujeres aparentemente asesinadas, pues el arqueólogo sólo las secuestró haciendo pasar por unos cadáveres unas figuras de cera.
El filme está dividido en dos episodios:
1) El tunel secreto
2) El tesoro de la muerte

## Reparto
- El Santo como el Santo
- Fernando Casanova como Fernando Lavalle
- Fernando Lavalle
- Ana Bertha Lepe como Virginia
- Roberto Ramírez Garza como Conrado González (Beto el Boticario)
- Alfredo Wally Barrón como Prof. Corberra
- Luis Aragón como Don Armando Correa
- Alejandro Parodi como Chantajista
- Augusto Benedico como Matias
- Lucía Prado como Irene Lippert
- Yolanda Ciani como hija de Armando
- Elvira Castillo como Gloria, hija de Armando
- Magda Urvizu como hija rubia de Armando
- Gloria Leticia Ortiz como recién casada
- Norma Jiménez Pons
- Fernando Osés como cocinero
- Enrique Couto como jefe de policía
- Alejandro Cruz como Luchador (Black Shadow)
- Lisa Rossel como La baterista
- Fredy Guzmán como Líder banda
- Mario Cid como Empleado hotel (no acreditado)
- Fernando Curiel como Secuaz (no acreditado)
- Manuel de la Vega como Detective policía (no acreditado)
- Juan Garza como Secuaz (no acreditado)
- Armando Gutiérrez como Don Eusebio (no acreditado)
- Vicente Lara como Secuaz (no acreditado)
- Myron Levine como Señor Basser (no acreditado)
- Fernando Yapur como Secuaz (no acreditado)